# EHF Liga Mistrzów 2014/2015 (grupa A)
EHF Liga Mistrzów 2014/2015 - rozgrywki i tabela grupy A
| Lp. | Drużyna             | M  | Mecze | Mecze | Mecze | Bramki | Bramki | Bramki | Pkt |
| Lp. | Drużyna             | M  | W     | R     | P     | +      | −      | +/−    | Pkt |
| --- | ------------------- | -- | ----- | ----- | ----- | ------ | ------ | ------ | --- |
| 1.  | THW Kiel            | 10 | 9     | 0     | 1     | 322    | 259    | +63    | 18  |
| 2.  | Paris SG Handball   | 10 | 6     | 0     | 4     | 297    | 266    | +31    | 12  |
| 3.  | RK Zagrzeb          | 10 | 6     | 0     | 4     | 241    | 248    | −7     | 12  |
| 4.  | Naturhouse La Rioja | 10 | 4     | 1     | 5     | 305    | 305    | 0      | 9   |
| 5.  | HC Meszkow Brześć   | 10 | 2     | 2     | 6     | 267    | 293    | −26    | 6   |
| 6.  | RK Metalurg Skopje  | 10 | 1     | 1     | 8     | 233    | 294    | −61    | 3   |

| Gospodarz \ Gość    | MES   | KIE   | RIO   | PSG   | MET   | ZAG   |
| HC Meszkow Brześć   |       | 24:25 | 33:33 | 28:29 | 28:24 | 26:22 |
| THW Kiel            | 33:22 |       | 34:32 | 33:29 | 35:16 | 34:27 |
| Naturhouse La Rioja | 39:31 | 30:34 |       | 35:33 | 31:26 | 22:21 |
| Paris SG Handball   | 36:25 | 25:27 | 32:25 |       | 35:24 | 27:22 |
| RK Metalurg Skopje  | 27:27 | 27:42 | 29:28 | 22:27 |       | 20:22 |
| RK Zagrzeb          | 25:23 | 27:25 | 31:30 | 25:24 | 19:17 |       |

| 28 września 2014 | RK Metalurg Skopje  | 22:27   | Paris SG Handball |                                                                                              |
| 19:00            | Filip Mirkułowski 5 | (11:11) | 6 Mikkel Hansen   | Centrum sportowe „Boris Trajkowski”, Skopje Widzów: 6363 Sędzia: Ivan Cacador Eurico Nicolau |
| 19:00            | 2× · 3×             | (11:11) | 2× · 3×           | Centrum sportowe „Boris Trajkowski”, Skopje Widzów: 6363 Sędzia: Ivan Cacador Eurico Nicolau |

| 28 września 2014 | Naturhouse La Rioja       | 39:31   | HC Meszkow Brześć  | |
| 19:00            | Juanín García Lorenzana 8 | (20:14) | 9 Rastko Stojković | Palacio de los Deportes de La Rioja, Logroño Widzów: 2500 Sędzia: Bartosz Leszczyński Marcin Piechota |
| 19:00            | 2× · 3×                   | (20:14) | 3× · 3×            | Palacio de los Deportes de La Rioja, Logroño Widzów: 2500 Sędzia: Bartosz Leszczyński Marcin Piechota |

| 28 września 2014 | RK Zagrzeb                           | 27:25  | THW Kiel                                                 |                                                                             |
| 19:30            | Zlatko Horvat 6 · Sandro Obranović 6 | (9:13) | 4 Aron Pálmarsson · 4 Christian Sprenger · 4 Marko Vujin | Arena Zagreb, Zagrzeb Widzów: 11000 Sędzia: Oyvind Togstad Rune Kristiansen |
| 19:30            | 3× · 3×                              | (9:13) | 1× · 3×                                                  | Arena Zagreb, Zagrzeb Widzów: 11000 Sędzia: Oyvind Togstad Rune Kristiansen |

| 2 października 2014 | THW Kiel           | 34:32   | Naturhouse La Rioja                        |                                                                                |
| 19:30               | Aron Pálmarsson 12 | (20:16) | 6 Juanín García Lorenzana · 6 Albert Rocas | Sparkassen-Arena, Kilonia Widzów: 8000 Sędzia: Ivan Pavićević Miloš Ražnatović |
| 19:30               | 2× · 3×            | (20:16) | 2× · 2×                                    | Sparkassen-Arena, Kilonia Widzów: 8000 Sędzia: Ivan Pavićević Miloš Ražnatović |

| 4 października 2014 | HC Meszkow Brześć     | 28:24   | RK Metalurg Skopje |                                                                              |
| 18:00               | Dzmitryj Nikulenkau 5 | (12:10) | 9 Luka Cindrić     | Sportshall Victoria, Brześć Widzów: 2500 Sędzia: Csaba Dobrovits Peter Tajok |
| 18:00               | 4× · 2× · 1×          | (12:10) | 2× · 2× · 1×       | Sportshall Victoria, Brześć Widzów: 2500 Sędzia: Csaba Dobrovits Peter Tajok |

| 5 października 2014 | Paris SG Handball | 27:22  | RK Zagrzeb       |                                                                                  |
| 19:00               | Mikkel Hansen 8   | (11:9) | 7 Luka Stepančić | Stade Pierre de Coubertin, Paryż Widzów: 3500 Sędzia: Martin Gjeding Mads Hansen |
| 19:00               | 3× · 3×           | (11:9) | 5× · 3×          | Stade Pierre de Coubertin, Paryż Widzów: 3500 Sędzia: Martin Gjeding Mads Hansen |

| 9 października 2014 | HC Meszkow Brześć | 24:25   | THW Kiel      |                                                                                   |
| 20:30               | Maksym Babiczew 4 | (11:11) | 6 Marko Vujin | Sportshall Victoria, Brześć Widzów: 3500 Sędzia: Mirza Kurtagic Mattias Wetterwik |
| 20:30               | 4× · 3×           | (11:11) | 2× · 2×       | Sportshall Victoria, Brześć Widzów: 3500 Sędzia: Mirza Kurtagic Mattias Wetterwik |

| 11 października 2014 | RK Zagrzeb      | 19:17  | RK Metalurg Skopje |                                                                      |
| 18:00                | Zlatko Horvat 9 | (10:8) | 4 Luka Cindrić     | Arena Zagreb, Zagrzeb Widzów: 9500 Sędzia: Nenad Krstić Peter Ljubić |
| 18:00                | 4× · 3×         | (10:8) | 4× · 3×            | Arena Zagreb, Zagrzeb Widzów: 9500 Sędzia: Nenad Krstić Peter Ljubić |

| 12 października 2014 | Paris SG Handball | 32:25  | Naturhouse La Rioja |                                                                                          |
| 17:00                | Daniel Narcisse 5 | (18:9) | 8 Angel Fernández   | Stade Pierre de Coubertin, Paryż Widzów: 2000 Sędzia: Michal Baďura Jaroslav Ondogrecula |
| 17:00                | 1× · 2×           | (18:9) | 1× · 3×             | Stade Pierre de Coubertin, Paryż Widzów: 2000 Sędzia: Michal Baďura Jaroslav Ondogrecula |

| 18 października 2014 | Naturhouse La Rioja | 22:21  | RK Zagrzeb         | |
| 18:00                | Albert Rocas 7      | (9:12) | 5 Domagoj Pavlović | Palacio de los Deportes de La Rioja, Logroño Widzów: 2100 Sędzia: Bogdan Nicolae Stark Romeo Mihai Stefan |
| 18:00                | 4× · 2×             | (9:12) | 7× · 3×            | Palacio de los Deportes de La Rioja, Logroño Widzów: 2100 Sędzia: Bogdan Nicolae Stark Romeo Mihai Stefan |

| 18 października 2014 | RK Metalurg Skopje | 27:42   | THW Kiel          |                                                                                               |
| 21:00                | Wanczo Dimowski 6  | (15:22) | 8 Domagoj Duvnjak | Centrum sportowe „Boris Trajkowski”, Borysów Widzów: 6500 Sędzia: Dávid Horváth Márton Balázs |
| 21:00                | 3× · 2×            | (15:22) | 2× · 3×           | Centrum sportowe „Boris Trajkowski”, Borysów Widzów: 6500 Sędzia: Dávid Horváth Márton Balázs |

| 19 października 2014 | HC Meszkow Brześć  | 28:29   | Paris SG Handball |                                                                                                   |
| 16:00                | Rastko Stojković 7 | (12:15) | 10 Fahrudin Melić | Sportshall Victoria, Brześć Widzów: 3500 Sędzia: Dennis Engkebølle Stenrand Anders Kaerlund Birch |
| 16:00                | 3× · 3×            | (12:15) | 3× · 3×           | Sportshall Victoria, Brześć Widzów: 3500 Sędzia: Dennis Engkebølle Stenrand Anders Kaerlund Birch |

| 15 listopada 2014 | HC Meszkow Brześć   | 26:22  | RK Zagrzeb     |                                                                              |
| 16:00             | Nikola Manojlović 7 | (12:7) | 8 Mario Vuglač | Sportshall Victoria, Brześć Widzów: 3000 Sędzia: Václav Horáček Jiří Novotný |
| 16:00             | 4× · 3×             | (12:7) | 3× · 3×        | Sportshall Victoria, Brześć Widzów: 3000 Sędzia: Václav Horáček Jiří Novotný |

| 16 listopada 2014 | Naturhouse La Rioja | 31:26   | RK Metalurg Skopje  | |
| 17:00             | Rodríguez 9         | (13:13) | 8 Filip Mirkułowski | Palacio de los Deportes de La Rioja, Logroño Widzów: 2400 Sędzia: Mirza Kurtagic Mattias Wetterwik |
| 17:00             | 3× · 3×             | (13:13) | 3× · 3×             | Palacio de los Deportes de La Rioja, Logroño Widzów: 2400 Sędzia: Mirza Kurtagic Mattias Wetterwik |

| 16 listopada 2014 | Paris SG Handball | 25:27   | THW Kiel          |                                                                                           |
| 19:30             | Mikkel Hansen 8   | (13:12) | 7 Domagoj Duvnjak | Stade Pierre de Coubertin, Paryż Widzów: 3200 Sędzia: Sorin-Laurenţiu Dinu Constantin Din |
| 19:30             | 5× · 2×           | (13:12) | 2× · 3×           | Stade Pierre de Coubertin, Paryż Widzów: 3200 Sędzia: Sorin-Laurenţiu Dinu Constantin Din |

| 22 listopada 2014 | RK Metalurg Skopje  | 29:28   | Naturhouse La Rioja |                                                                                                  |
| 19:00             | Naumče Mojsovski 11 | (15:16) | 7 Juanín García     | Centrum sportowe „Boris Trajkowski”, Borysów Widzów: 5000 Sędzia: Zigmārs Stoļarovs Renārs Līcis |
| 19:00             | 3× · 2× · 1×        | (15:16) | 5× · 3×             | Centrum sportowe „Boris Trajkowski”, Borysów Widzów: 5000 Sędzia: Zigmārs Stoļarovs Renārs Līcis |

| 22 listopada 2014 | THW Kiel        | 33:29   | Paris SG Handball |                                                                                   |
| 21:00             | Joan Cañellas 9 | (14:15) | 8 Mikkel Hansen   | Sparkassen-Arena, Kilonia Widzów: 10 170 Sędzia: Vaidas Mažeika Mindaugas Gatelis |
| 21:00             | 5× · 3×         | (14:15) | 3× · 3×           | Sparkassen-Arena, Kilonia Widzów: 10 170 Sędzia: Vaidas Mažeika Mindaugas Gatelis |

| 23 listopada 2014 | RK Zagrzeb      | 25:23  | HC Meszkow Brześć  |                                                                     |
| 17:00             | Zlatko Horvat 6 | (11:8) | 8 Rastko Stojković | Arena Zagreb, Zagrzeb Widzów: 6000 Sędzia: Slomo Cohen Yoram Peretz |
| 17:00             | 5× · 3×         | (11:8) | 4× · 3×            | Arena Zagreb, Zagrzeb Widzów: 6000 Sędzia: Slomo Cohen Yoram Peretz |

| 26 listopada 2014 | THW Kiel           | 34:27   | RK Zagrzeb                        |                                                                            |
| 18:30             | Steffen Weinhold 9 | (16:16) | 5 Luka Šebetić · 5 Luka Stepančić | Sparkassen-Arena, Kilonia Widzów: 8487 Sędzia: Ivan Caçador Eurico Nicolau |
| 18:30             | 3× · 3×            | (16:16) | 5× · 3×                           | Sparkassen-Arena, Kilonia Widzów: 8487 Sędzia: Ivan Caçador Eurico Nicolau |

| 29 listopada 2014 | HC Meszkow Brześć | 33:33   | Naturhouse La Rioja                         |                                                                                  |
| 16:00             | Dzianis Rutenka 8 | (15:18) | 5 Juanín García · 5 Pedro Rodríguez Álvarez | Sportshall Victoria, Brześć Widzów: 3320 Sędzia: Amar Konjičanin Dino Konjičanin |
| 16:00             | 3× · 3× · 1×      | (15:18) | 2× · 3×                                     | Sportshall Victoria, Brześć Widzów: 3320 Sędzia: Amar Konjičanin Dino Konjičanin |

| 30 listopada 2014 | Paris SG Handball | 35:24   | RK Metalurg Skopje |                                                                                      |
| 19:00             | Marko Kopljar 6   | (19:10) | 6 Nikola Markoski  | Stade Pierre de Coubertin, Paryż Widzów: 2200 Sędzia: Kursad Erdoğan Ibrahim Özdeniz |
| 19:00             | 1× · 3×           | (19:10) | 2× · 3×            | Stade Pierre de Coubertin, Paryż Widzów: 2200 Sędzia: Kursad Erdoğan Ibrahim Özdeniz |

| 3 grudnia 2014 | Naturhouse La Rioja       | 30:34   | THW Kiel         |                                                                                              |
| 19:30          | Pedro Rodríguez Álvarez 6 | (11:14) | 11 Joan Cañellas | Palacio de los Deportes de La Rioja, Logroño Widzów: 3800 Sędzia: Martin Gjeding Mads Hansen |
| 19:30          | 3×                        | (11:14) | 2× · 3×          | Palacio de los Deportes de La Rioja, Logroño Widzów: 3800 Sędzia: Martin Gjeding Mads Hansen |

| 6 grudnia 2014 | RK Metalurg Skopje | 27:27   | HC Meszkow Brześć  |                                                                                                 |
| 19:00          | Dejan Manaskow 8   | (12:14) | 6 Rastko Stojković | Centrum sportowe „Boris Trajkowski”, Skopje Widzów: 4500 Sędzia: Andre Hansen Oistein Pettersen |
| 19:00          | 3× · 3×            | (12:14) | 7× · 3× · 1×       | Centrum sportowe „Boris Trajkowski”, Skopje Widzów: 4500 Sędzia: Andre Hansen Oistein Pettersen |

| 9 grudnia 2014 | RK Zagrzeb                           | 25:24   | Paris SG Handball |                                                                            |
| 18:30          | Zlatko Horvat 5 · Sandro Obranović 5 | (14:13) | 6 Daniel Narcisse | Arena Zagreb, Zagrzeb Widzów: 13000 Sędzia: Zigmārs Stoļarovs Renārs Līcis |
| 18:30          | 6× · 2×                              | (14:13) | 3× · 3×           | Arena Zagreb, Zagrzeb Widzów: 13000 Sędzia: Zigmārs Stoļarovs Renārs Līcis |

| 14 lutego 2015 | RK Zagrzeb                       | 31:30   | Naturhouse La Rioja   |                                                                           |
| 18:00          | Zlatko Horvat 6 · Josip Valčić 6 | (16:13) | 5 Luiz Felipe Jiménez | Arena Zagreb, Zagrzeb Widzów: 8000 Sędzia: Peter Brunovský Vladimír Čanda |
| 18:00          | 3× · 3×                          | (16:13) | 4× · 3×               | Arena Zagreb, Zagrzeb Widzów: 8000 Sędzia: Peter Brunovský Vladimír Čanda |

| 15 lutego 2015 | Paris SG Handball | 36:25   | HC Meszkow Brześć |                                                                                 |
| 17:00          | Mikkel Hansen 8   | (18:14) | 7 David Špiler    | Stade Pierre de Coubertin, Paryż Widzów: 3000 Sędzia: Nenad Krstić Peter Ljubić |
| 17:00          | 4× · 3×           | (18:14) | 5× · 3× · 1×      | Stade Pierre de Coubertin, Paryż Widzów: 3000 Sędzia: Nenad Krstić Peter Ljubić |

| 15 lutego 2015 | THW Kiel      | 35:16  | RK Metalurg Skopje                 |                                                                              |
| 19:30          | Filip Jícha 9 | (17:3) | 4 Marko Buvinić · 4 Filip Talevski | Sparkassen-Arena, Kilonia Widzów: 8700 Sędzia: Leif Poulsen Henrik Mortensen |
| 19:30          | 1× · 3×       | (17:3) | 3× · 3×                            | Sparkassen-Arena, Kilonia Widzów: 8700 Sędzia: Leif Poulsen Henrik Mortensen |

| 19 lutego 2015 | THW Kiel      | 33:22   | HC Meszkow Brześć   |                                                                                   |
| 19:30          | Marko Vujin 6 | (17:11) | 4 Nikola Manojlović | Sparkassen-Arena, Kilonia Widzów: 7100 Sędzia: Aleksandar Pandžić Ivan Mošorinski |
| 19:30          | 2× · 3×       | (17:11) | 3× · 3×             | Sparkassen-Arena, Kilonia Widzów: 7100 Sędzia: Aleksandar Pandžić Ivan Mošorinski |

| 21 lutego 2015 | Naturhouse La Rioja | 35:33   | Paris SG Handball   |                                                                                      |
| 18:00          | Patrick Eilert 9    | (15:16) | 9 Róbert Gunnarsson | Stade Pierre de Coubertin, Paryż Widzów: 3500 Sędzia: Michael Johansson Jasmin Kliko |
| 18:00          | 2× · 3×             | (15:16) | 2× · 2×             | Stade Pierre de Coubertin, Paryż Widzów: 3500 Sędzia: Michael Johansson Jasmin Kliko |

| 22 lutego 2015 | RK Metalurg Skopje | 20:22   | RK Zagrzeb      |                                                                                                  |
| 19:00          | Marko Buvinić 6    | (10:12) | 5 Zlatko Horvat | Centrum sportowe „Boris Trajkowski”, Skopje Widzów: 3000 Sędzia: Ivan Pavićević Miloš Ražnatović |
| 19:00          | 2× · 3×            | (10:12) | 4× · 3×         | Centrum sportowe „Boris Trajkowski”, Skopje Widzów: 3000 Sędzia: Ivan Pavićević Miloš Ražnatović |